# Hedwig Keppelhoff-Wiechert
Hedwig Keppelhoff-Wiechert este un om politic german, membru al Parlamentului European în perioada 1999-2004 din partea Germaniei. 
1. ↑  WorldCat Entities, accesat în 21 ianuarie 2025
2. ↑  Deputații în Parlamentul European